# 博斯莫罗莱米讷
博斯莫罗莱米讷（法語：Bosmoreau-les-Mines）是法国克勒兹省的一个市镇，位于该省西南部，属于盖雷区。该市镇总面积9.01平方公里，2009年时的人口为250人。

## 人口
博斯莫罗莱米讷口变化图示